# Palaeorhiza maluae
Palaeorhiza maluae is een vliesvleugelig insect uit de familie Colletidae. De wetenschappelijke naam van de soort is voor het eerst geldig gepubliceerd in 1948 door Cheesman.